# Tillandsia oxapampae
Tillandsia oxapampae là một loài thực vật có hoa trong họ Bromeliaceae. Loài này được Rauh & von Bismarck miêu tả khoa học đầu tiên năm 1985.